# كيني كارتر
كيني كارتر (بالإنجليزية: Kenny Carter)‏ هو متسابق دراجات نارية بريطاني، ولد في 28 مارس 1961 في هاليفاكس في المملكة المتحدة، وتوفي في 21 مايو 1986.